# Life & Style
Life & Style ist eine wöchentlich erscheinende Frauenzeitschrift, die seit 2004 in den USA erscheint und von 2008 bis 2012 auch in Deutschland erschien.
Die US-amerikanische Ausgabe der Zeitschrift wurde im November 2004 von der Bauer Media Group gestartet. Im Juni 2018 wurde sie an American Media verkauft.
Die deutsche Ausgabe erschien von Mai 2008 bis Juli 2012 bei der Bauer Media Group. Erste Chefredakteurin wurde Ilka Peemöller, welche zuvor Chefreporterin der Bild am Sonntag war. Die verkaufte Auflage sank von 126.423 Exemplaren im ersten Quartal 2009 auf 105.359 Exemplare im zweiten Quartal 2012.